# Liolaemus poconchilensis
Liolaemus poconchilensis är en ödleart som beskrevs av  Valladares 2004. Liolaemus poconchilensis ingår i släktet Liolaemus och familjen Tropiduridae. Inga underarter finns listade i Catalogue of Life.